# Contea di Sêrtar
La contea di Sêrtar (色达县S, Sèdá XiànP) è una contea della Cina, situata nella provincia di Sichuan e amministrata dalla prefettura autonoma tibetana di Garzê.